# 法拉凡加納
法拉凡加納是馬達加斯加的城市，也是阿齊莫-阿齊那那那區的首府，位於該國東南部，距離首都塔那那利佛約400公里，海拔高度1米，2001年人口24,252。
22°49′S 47°49′E / 22.817°S 47.817°E